# جشنة جاكسون
جشنة جاكسون (الاسم العلمي: Anthus latistratus) (بالإنجليزية: Jackson's Pipit)‏ هو طائر صغير من الجواثم ينتمي لفصيلة التمرة وأم عجلان.